# Gabe Woodward
Gabriel Thomas Woodward (Bakersfield, 6 luglio 1979) è un ex nuotatore statunitense.

## Palmarès
- Olimpiadi

Atene 2004: bronzo nella 4x100m sl.
- Giochi Panamericani

Rio De Janeiro 2007: argento nella 4x100m sl e bronzo nei 100m sl.
- Universiade

Palma di Maiorca 1999: bronzo nella 4x100m sl.